# Ippon Technologies
Ippon est une société de service en ingénierie informatique, créée en 2002 et dirigée par Stéphane Nomis. Elle est spécialisée dans le conseil en stratégie et en modernisation de technologie pour entreprise.

## Historique
L'entreprise Ippon Technologies est née en 2002, créée par Stéphane Nomis, ancien judoka professionnel reconverti dans l'informatique.  
En 2013 l'entreprise publie JHipster, un générateur d'application libre et open source.  
En 2016, l'entreprise annonce une levée de fonds de 500 000 €.
En 2022, l'entreprise revendique 700 collaborateurs dans le monde.